# إيدسون برونو هيلاريو
إيدسون برونو هيلاريو (24 أكتوبر 1988 في البرازيل - )؛ هو لاعب كرة قدم سابق كان يلعب كمدافع.

## وصلات خارجية
- إيدسون برونو هيلاريو على موقع Soccerway.com (الإنجليزية)